# Реёвец-Фабрычны
Реёвец-Фабрычны (пол. Rejowiec Fabryczny)  —  город  в Польше, входит в Люблинское воеводство,  Хелмский повят.  Имеет статус городской гмины. Занимает площадь 14,36 км². Население — 4600 человек (на 2004 год).